# Marugame

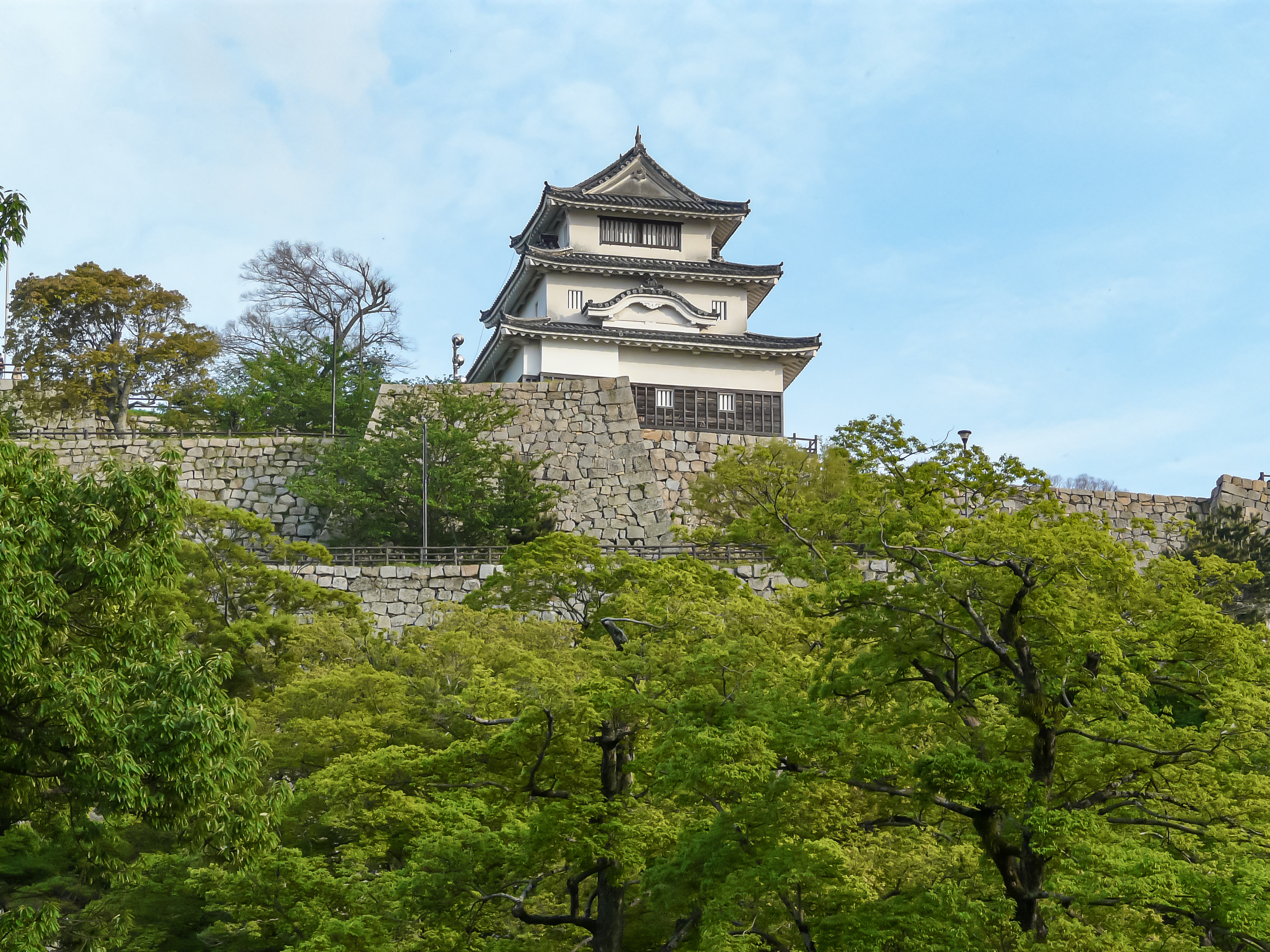
Castillo de Marugame.

Marugame (丸亀市 Marugame-shi?) es una ciudad localizada en la prefectura de Kagawa, Japón. En octubre de 2019 tenía una población estimada de 109.338 habitantes y una densidad de población de 978 personas por km². Su área total es de 111,79 km².

## Historia
Marugame fue fundada en abril de 1899 durante la era Meiji y fue la 53.ª localidad en recibir un código de ciudad en Japón. A partir de los años 1940 y 1950 (durante la era Showa), su zona sureste y las islas se fusionaron para formar nuevas partes del municipio. En 1999 (el año 11 de la era Heisei), celebró su centésimo aniversario.
El 22 de marzo de 2005, las ciudades de Ayauta y Hanzan, ambas del distrito de Ayauta, se fusionaron en Marugame para formar la ciudad actual.

## Geografía
Marugame ocupa el centro de una llanura aluvial.

### Localidades circundantes
- Prefectura de Kagawa
  - Ayagawa
  - Mannō
  - Sakaide
  - Tadotsu
  - Utazu
  - Zentsūji

## Demografía
Según los datos del censo japonés, esta es la población de Marugame en los últimos años.
| 1995    | 2000    | 2005    | 2010    | 2015    |
| ------- | ------- | ------- | ------- | ------- |
| 106.107 | 108.356 | 110.085 | 110.473 | 110.010 |

## Relaciones internacionales

### Ciudades hermanadas
- San Sebastián, España – desde el 6 de noviembre de 1990
- Zhangjiagang, China